# Crepuscolo

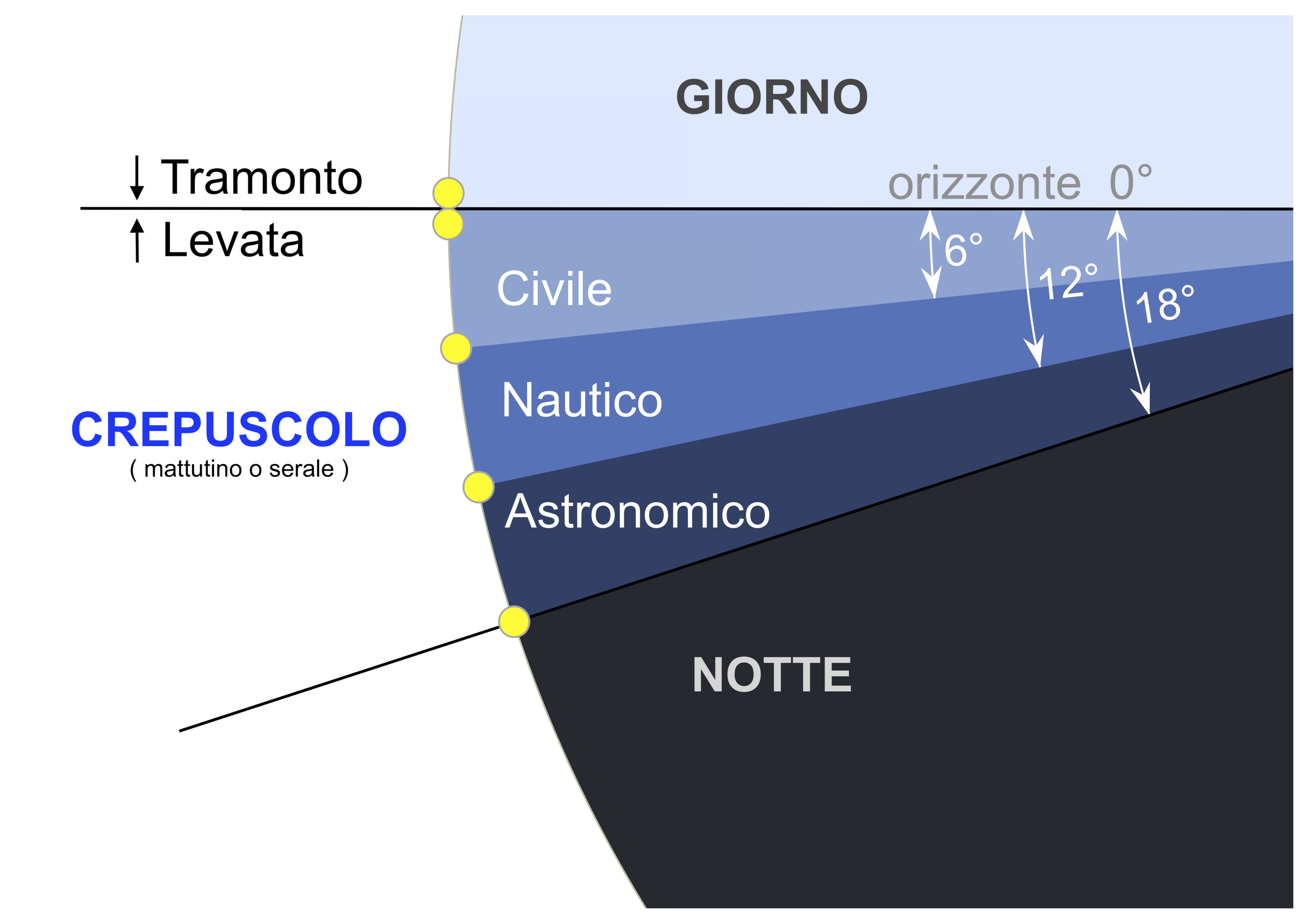
Posizione del Sole rispetto all'orizzonte e i vari tipi di crepuscolo.

Il termine crepuscolo (dal latino crepuscŭlum, derivato di creper  “oscuro” o “alquanto buio” - prima metà sec. XIV) indica quel “periodo di tempo ” caratterizzato dal passaggio graduale di illuminazione ambientale sulla Terra, che congiunge il dì con la notte (crepuscolo serale) e la notte con il dì (crepuscolo mattutino).
Il “dì” è qui inteso come “dall'alba al tramonto ” e cioè finché il primo e l'ultimo raggio di Sole arrivano direttamente sulla Terra. Mentre la “notte” è intesa come il periodo di ombra totale, nel quale la luce solare non ha più alcun contributo, e dove il cielo ai nostri occhi appare praticamente nero (escludendo le stelle e tutti gli oggetti luminosi o illuminati in vario modo, visibili ad occhio nudo). 

## Descrizione
Durante il periodo del crepuscolo, la Terra riceve ancora un contributo indiretto della illuminazione solare, tramite la diffusione e la riflessione della luce da parte dell'atmosfera, dagli strati bassi, dove il vapore acqueo e il pulviscolo sono più abbondanti. 
Il crepuscolo viene misurato convenzionalmente a livello del mare e all'equatore celeste, come variazione angolare della rotazione terrestre, per un totale di 18°, corrispondenti a circa 1 ora e 12 minuti primi (o 72' o 4' per grado). Ma sia la quantità di luce che il periodo di tempo effettivo del crepuscolo, possono variare anche in maniera molto evidente in base alle stagioni e in base alla posizione dove ci troviamo sulla Terra: quindi, latitudine, longitudine, ma anche altitudine. E infine, il crepuscolo viene suddiviso in tre tipologie, ognuna con differente illuminazione caratteristica ed ognuna con durata convenzionale di 6° angolari di rotazione terrestre (o circa 24 minuti nominali).
In questo modo, troviamo (dal più chiaro al più scuro): il crepuscolo civile, il crepuscolo nautico ed il crepuscolo astronomico.

## Crepuscolo civile

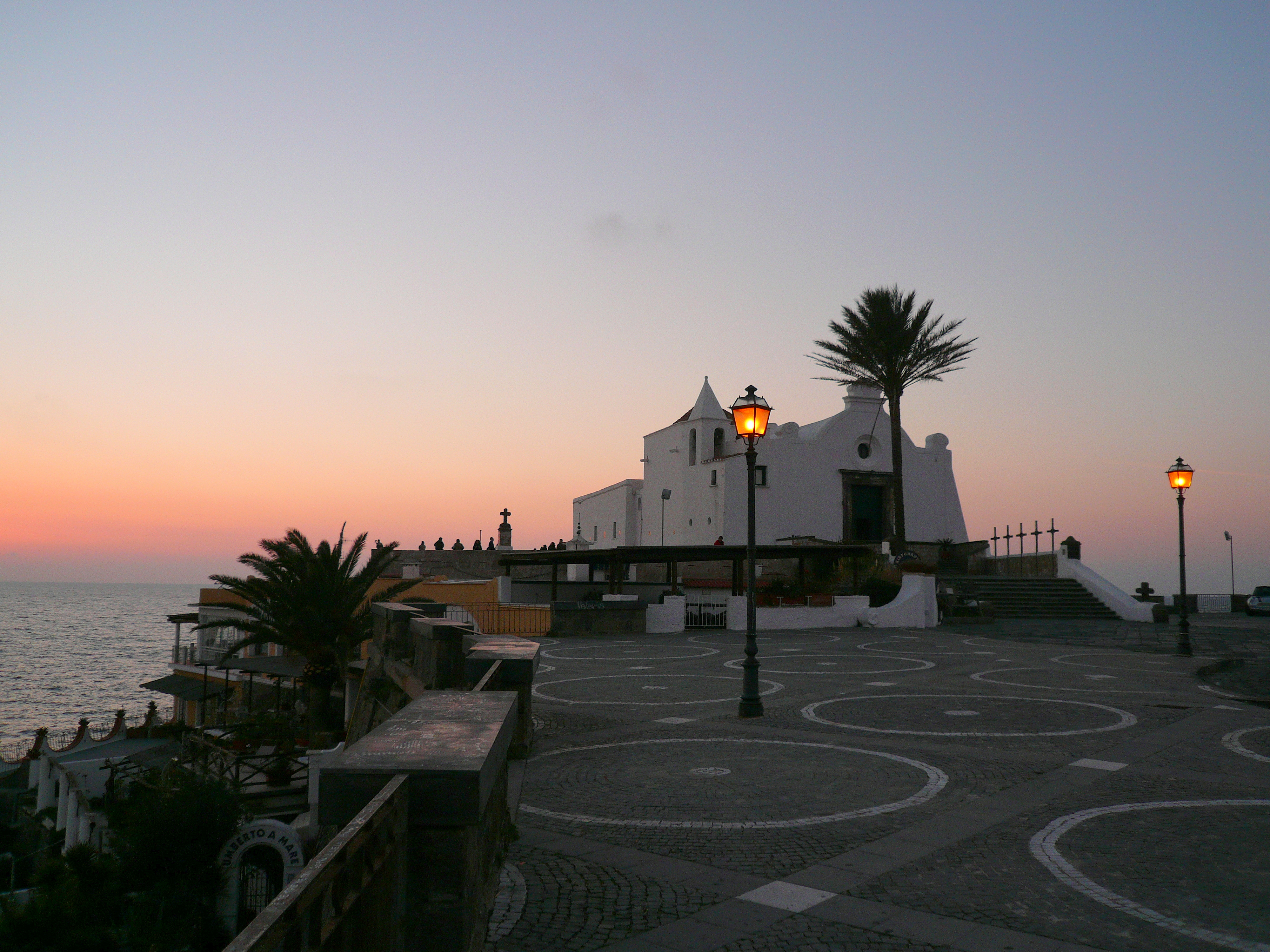
Crepuscolo civile presso la chiesa del Soccorso, nell'isola d'Ischia

Il crepuscolo civile serale comprende il periodo che intercorre tra la fine del tramonto e l'istante in cui il Sole raggiunge la distanza zenitale di 96° (90° + 6°, ovvero -6° dall'orizzonte), momento nel quale poi inizia il crepuscolo nautico.
Il crepuscolo civile mattutino comprende il periodo opposto, che intercorre tra l'istante in cui il Sole raggiunge la distanza zenitale di 96° (90° + 6°, ovvero -6° dall'orizzonte), momento nel quale poi termina il crepuscolo nautico. 
Nella parte più luminosa di questo intervallo è ancora possibile distinguere i colori degli oggetti circostanti e condurre attività all'aperto senza l'uso di illuminazioni supplementari. Questo è il momento in cui generalmente si accendono (la sera) o si spengono (il mattino) le luminarie stradali e di servizio cittadino. Nella parte più scura, è invece necessaria una illuminazione artificiale e i colori appaiono sempre più spenti. 
Durante il crepuscolo civile sono visibili in cielo solo le stelle e i pianeti più luminosi della prima grandezza (magnitudine inferiore a 1). 
Questo periodo è usato da una vasta fauna per spostarsi e trovare zone più sicure dove dormire o dove cacciare, quindi è un periodo particolarmente interessato anche dai cacciatori.
Intorno al solstizio d’estate, per le località comprese fra il circolo polare e il 60º parallelo (quello di Stoccolma e Helsinki), questa è la fase più scura raggiunta dal cielo notturno, dando vita al fenomeno delle notti bianche.

## Crepuscolo nautico

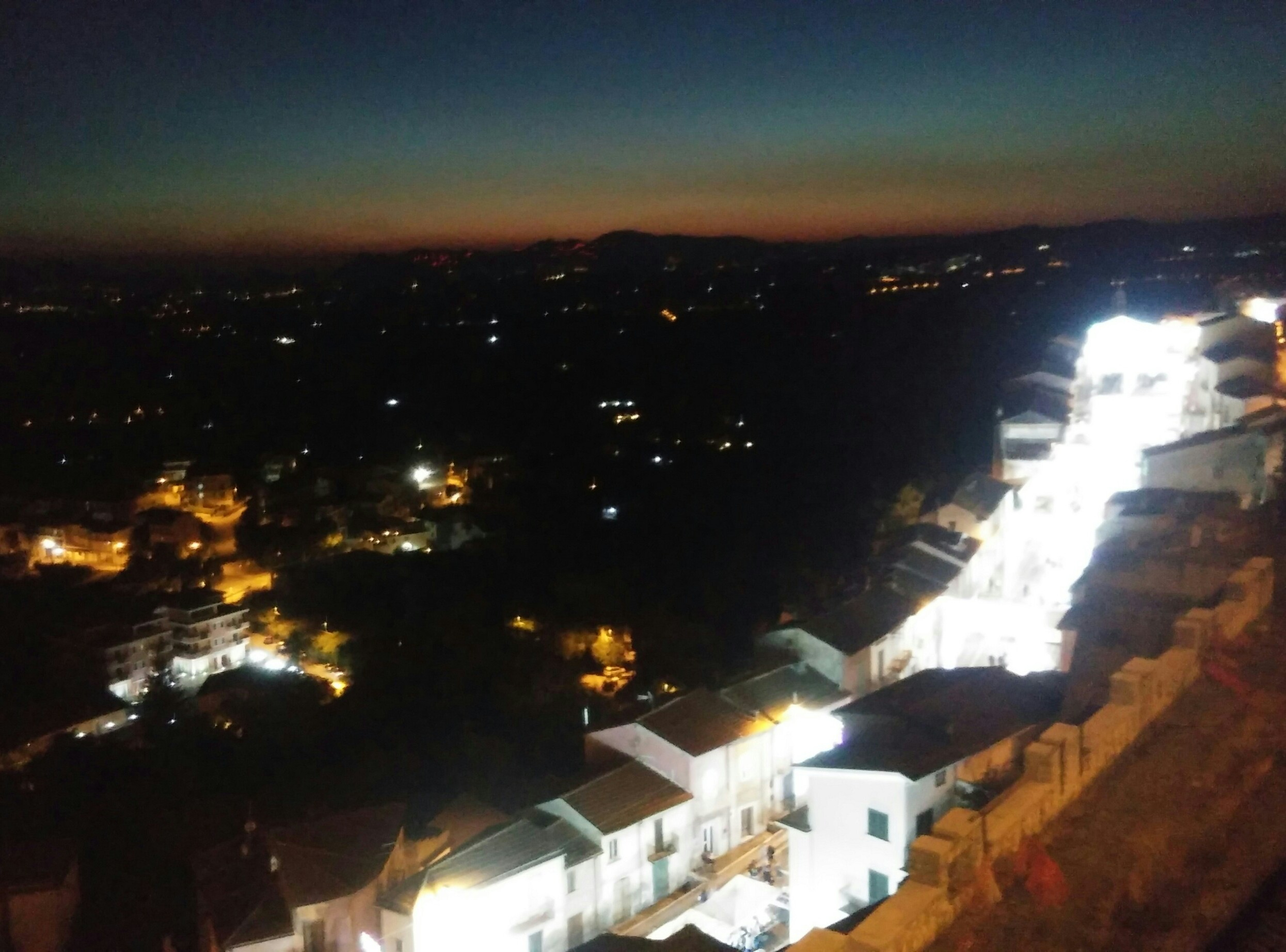
Crepuscolo nautico ad Ariano Irpino, negli Appennini

Il crepuscolo nautico serale comprende il periodo che intercorre tra la fine del crepuscolo civile (-6° dall'orizzonte) e l'istante in cui il Sole raggiunge la distanza zenitale di 102° (-12° dall'orizzonte), momento nel quale inizia il crepuscolo astronomico. Il crepuscolo nautico inizia con la visibilità in cielo delle stelle di prima grandezza. 
Al mattino, il crepuscolo nautico mattutino comprende il periodo che intercorre tra la fine del crepuscolo astronomico in cui il Sole raggiunge la distanza zenitale di 102° (-12° dall'orizzonte) e l'inizio del crepuscolo civile (- 6° dall'orizzonte). 
L'importanza di tale convenzione risiede nel fatto che in questo lasso di tempo è possibile distinguere contemporaneamente la linea dell'orizzonte marino e le stelle principali. In tali condizioni, utilizzando gli strumenti di misura nautici, come il sestante, è possibile stabilire la propria collocazione geografica e tracciare le rotte di navigazione (da cui il nome).
Intorno al solstizio d’estate, per le località comprese fra il 60º e il 54º parallelo (quello di Amburgo), questa è la fase più scura raggiunta dal cielo notturno, dando vita al fenomeno delle notti blu.

## Crepuscolo astronomico

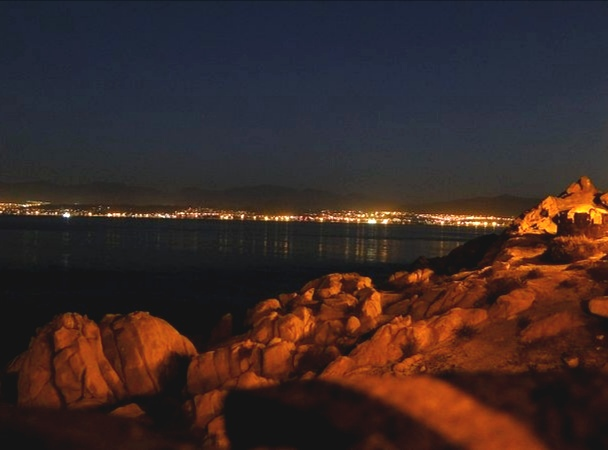
Crepuscolo astronomico a Coquimbo, nel Cile

Il crepuscolo astronomico serale comprende il periodo che intercorre tra la fine del crepuscolo nautico (-12° dall'orizzonte) e l'istante in cui il Sole raggiunge la distanza zenitale di 108° (-18° dall'orizzonte), momento nel quale inizia la notte astronomica, comunemente chiamata notte fonda. Il crepuscolo astronomico inizia con la visibilità in cielo delle stelle di quarta grandezza e finisce con le stelle di quinta grandezza. 
Al mattino, il crepuscolo astronomico mattutino comprende il periodo che intercorre tra la fine della notte astronomica in cui il Sole raggiunge la distanza zenitale di 108° (-18° dall'orizzonte) e l'inizio del crepuscolo nautico (- 12° dall'orizzonte).  
Quando il Sole si trova a -18° dall'orizzonte, il suo contributo di illuminazione nel cielo è quasi nullo ed è idealmente possibile distinguere ad occhio nudo le stelle di 5a magnitudine (se le condizioni di inquinamento luminoso lo permettono).
Intorno al solstizio d’estate, per le località comprese fra il 54º e il 48º parallelo (quello di Parigi e Vienna), questa è la fase più scura raggiunta dal cielo notturno, permettendo in condizioni ottimali di nitidezza e di visibilità di identificare il nord per il suo costante leggero chiarore.

## Durata
Il moto giornaliero di rotazione apparente del Sole nel piano dell'eclittica è costante con velocità di 15°/ora (in totale 360° nelle 24 ore), ma l'inclinazione di tale piano rispetto al piano dell'orizzonte varia con la latitudine e il periodo dell'anno. L'angolo, quindi, fra la direzione di moto apparente del Sole e l'orizzonte può assumere tutti i valori fra 0° e 90°. Nel primo caso, il crepuscolo avrà la durata massima, mentre nel secondo quella minima. La durata del crepuscolo, perciò, è variabile a seconda del luogo preso in considerazione e della posizione della Terra rispetto al Sole nel momento in questione. Più precisamente la durata del crepuscolo dipende da due parametri:
- il giorno dell'anno preso in considerazione, che indica la posizione della Terra lungo l'orbita intorno al Sole (moto di rivoluzione), e conseguentemente la diversa esposizione ad esso a causa dell'inclinazione dell'asse terrestre (Vedi anche declinazione). Negli equinozi il crepuscolo ha la durata minore dell'anno, mentre nei solstizi questa è massima. L'importanza di questo fenomeno cresce con la latitudine: solamente all'equatore la durata dei crepuscoli è quasi costante.
- la latitudine geografica, condiziona i crepuscoli in modo simmetricamente opposto nei due emisferi in ogni momento, tranne che durante i due equinozi. Nel semestre estivo, in cui l'emisfero in questione è maggiormente esposto al Sole, a latitudini più elevate corrispondono crepuscoli più lunghi, anche tali da durare dal tramonto all'alba successiva. In tale periodo, nei luoghi in cui si verifica il sole di mezzanotte (il Sole manca di sorgere e di tramontare), viene a mancare totalmente anche ogni forma di crepuscolo. Nel semestre invernale, invece, presso il polo geografico e aree adiacenti, i crepuscoli possono durare fino a diverse settimane, nel corso delle quali il Sole permane ininterrottamente tra gli 0° e i -18° rispetto all'orizzonte sia nelle ore notturne che in quelle diurne (vedi notte polare).

## Luce crepuscolare

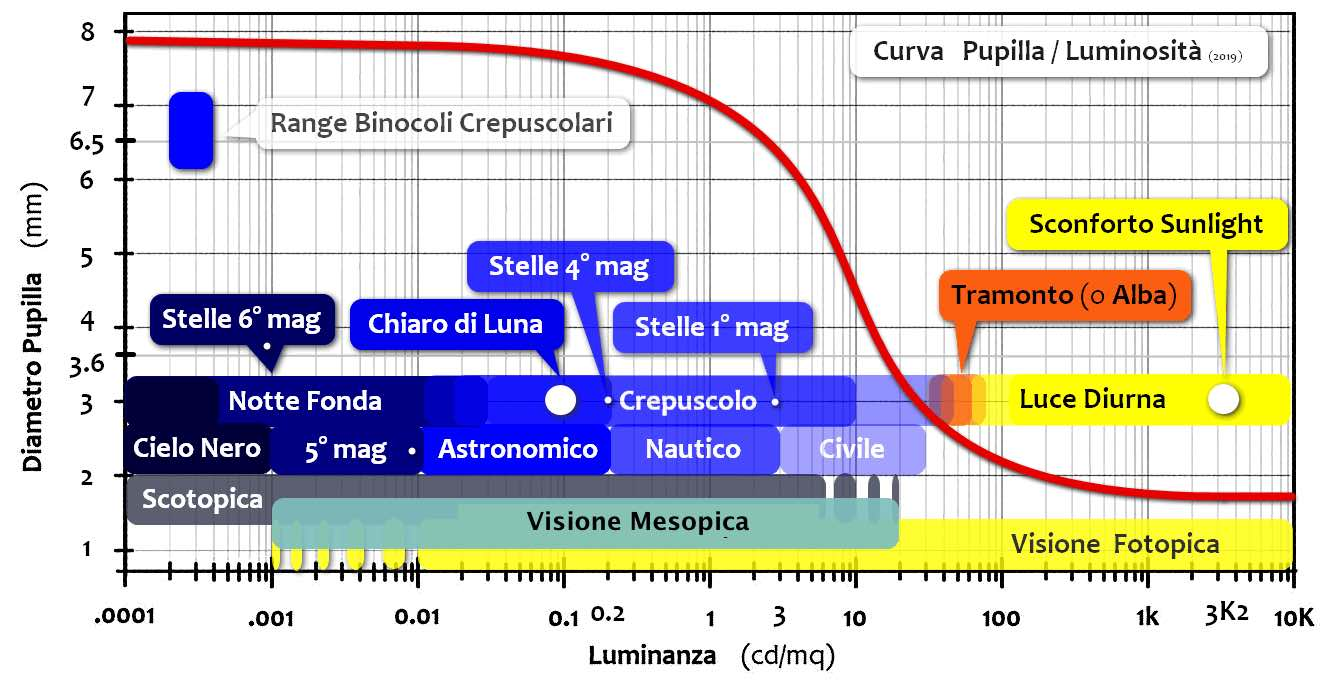
Tabella di Luminanza della visione Scotopica, Mesopica e Fotopica (ed altri riferimenti, come la curva pupillare).

Contrariamente alla luce solare diretta (tendenzialmente gialla), la luce crepuscolare presenta una tipica dominante cromatica tendente al blu (da azzurro chiaro, a blu scuro, e viceversa) dovuta essenzialmente alla riflessione e al assorbimento della luce solare in atmosfera. Collegato al fatto che convenzionalmente dura poco più di un'ora, il crepuscolo è spesso chiamato anche “l'ora blu” e i nostri occhi sono appositamente tarati su questa tipologia di luce (lunghezze d'onda), quando usano i bastoncelli della retina, che sono sensibili ad una dominante simile (circa 507-510 nm) e che entrano in azione (contemporaneamente ai coni) in un periodo che può andare da poco dopo il tramonto (o ~ 20 Cd/m2) a circa 2/3 del crepuscolo civile (~ 6 Cd/m2), in base alla sensibilità retinica individuale (nel momento in cui la luce solare diretta scompare o il sole è tramontato, oppure prima che ricompaia al mattino). L'intensità della luce crepuscolare è variabile col passare del tempo, senza soluzione di continuità. La tipica intensità luminosa assume valori di luminanza che spaziano mediamente tra 30 e 0,01 Cd/m2, rispettivamente dal punto più chiaro del crepuscolo civile, al punto più scuro del crepuscolo astronomico. Nell'immagine grafica a fianco (tabella di luminanza, con curva pupilla/luminosità), è possibile vedere una curva di colore rosso, che indica il diametro (sull'asse delle ordinate) di apertura media della pupilla iridea dell'essere umano, al variare della luminosità ambientale (asse delle ascisse); con questo grafico, è possibile farsi un'idea della tipica sensibilità oculare, a questa (del crepuscolo) e ad altre luci/illuminazioni caratteristiche durante la giornata. Questo tipo di grafici e di dati, vengono spesso interessati nella progettazione di strumenti ottici, come ad esempio i binocoli crepuscolari. 

## Galleria d'immagini

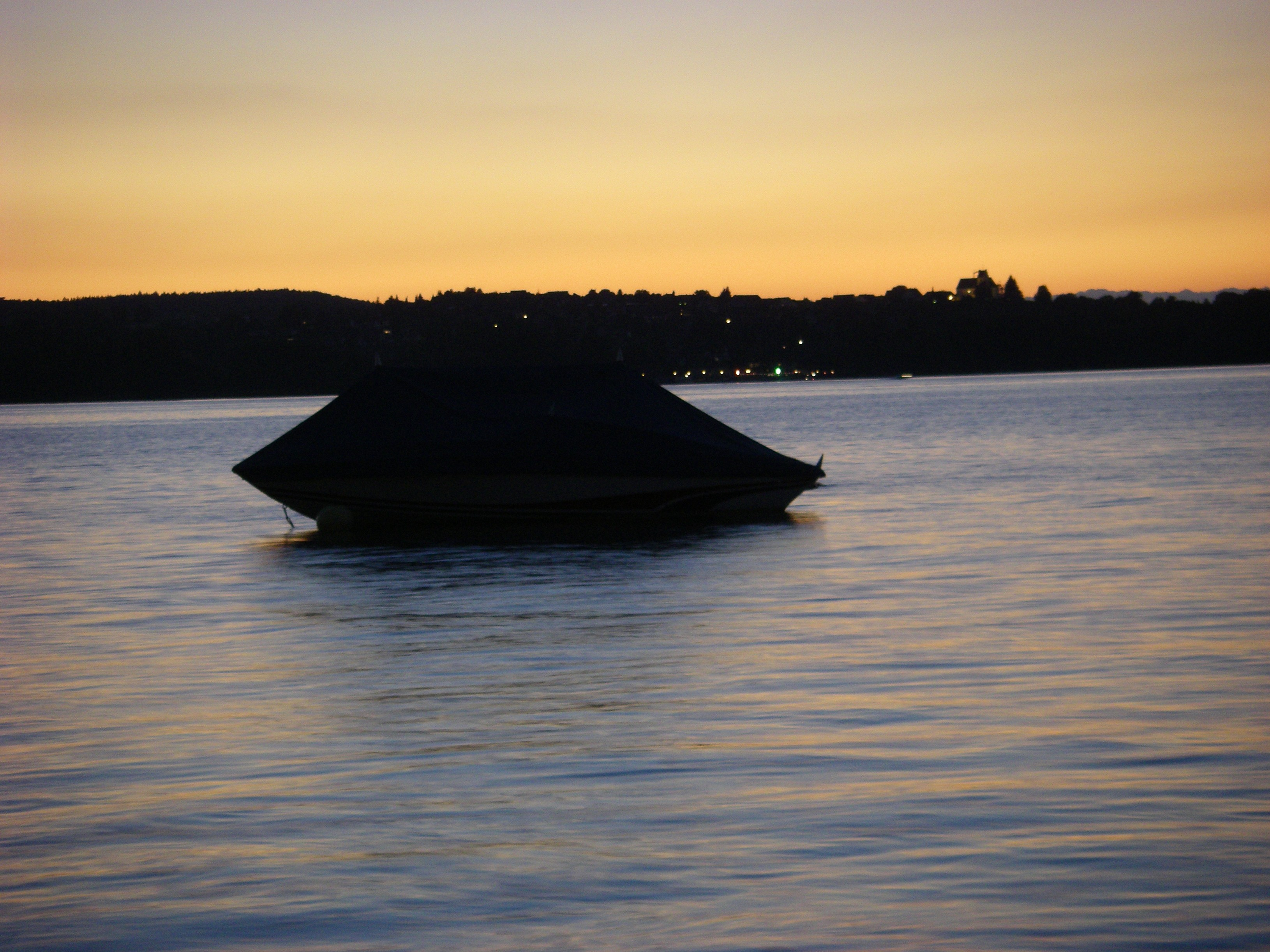
Crepuscolo nell'Untersee, parte del lago di Costanza
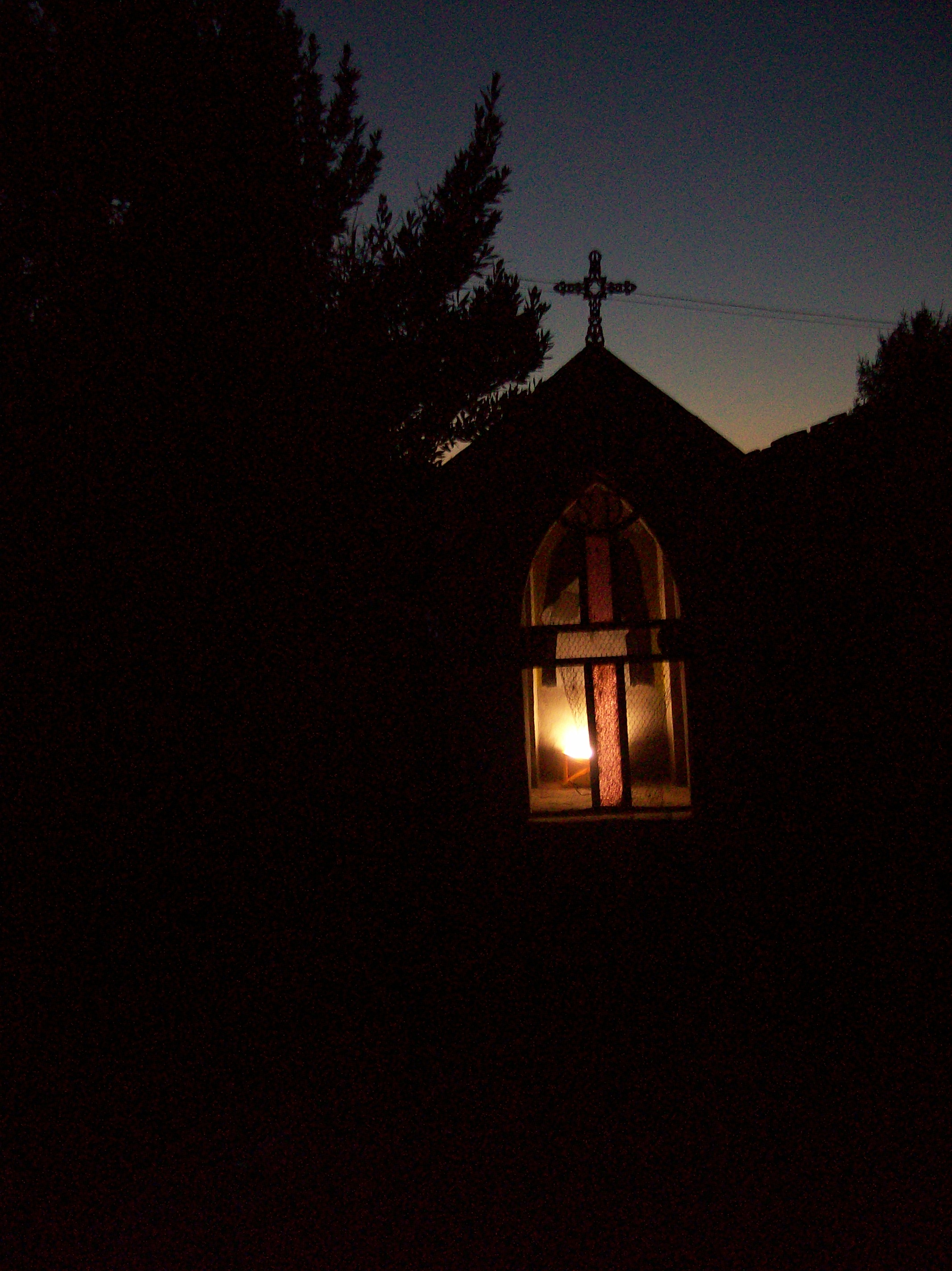
Crepuscolo dietro a un pilone votivo a Preglio, frazione di Cantarana
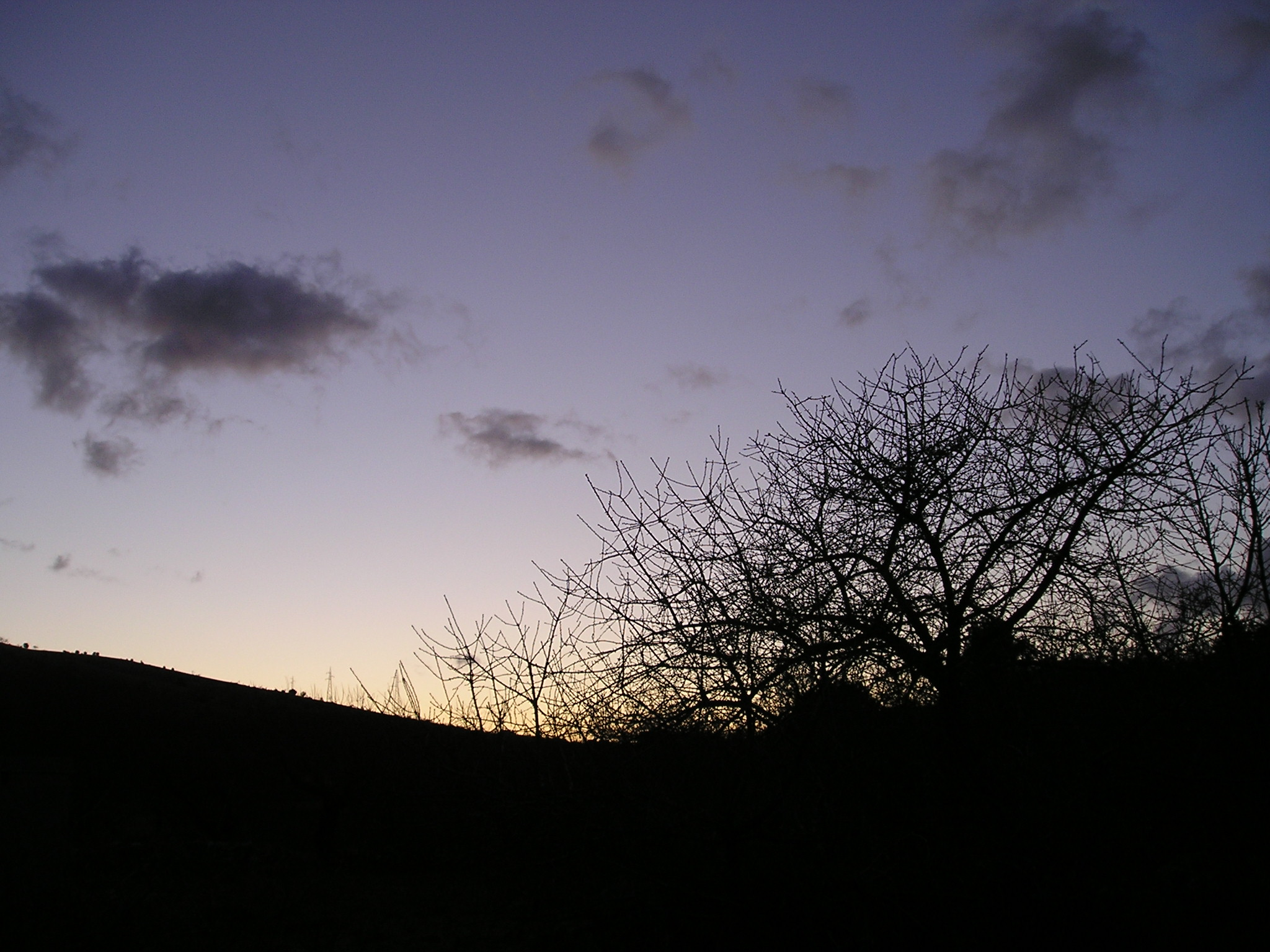
Crepuscolo serale nei pressi di San Giovanni Rotondo
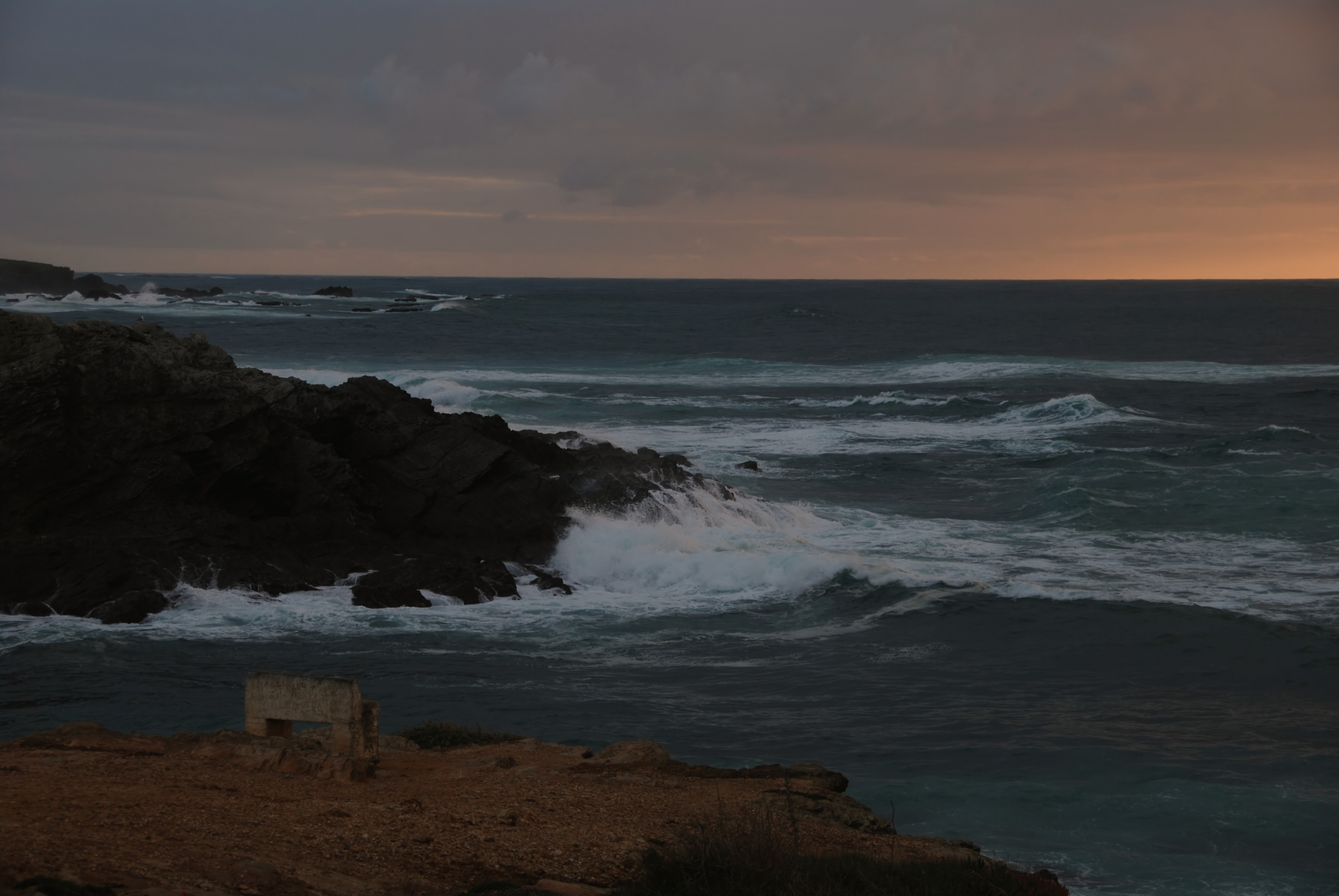
Crepuscolo a Porto Covo di Sines, Portogallo
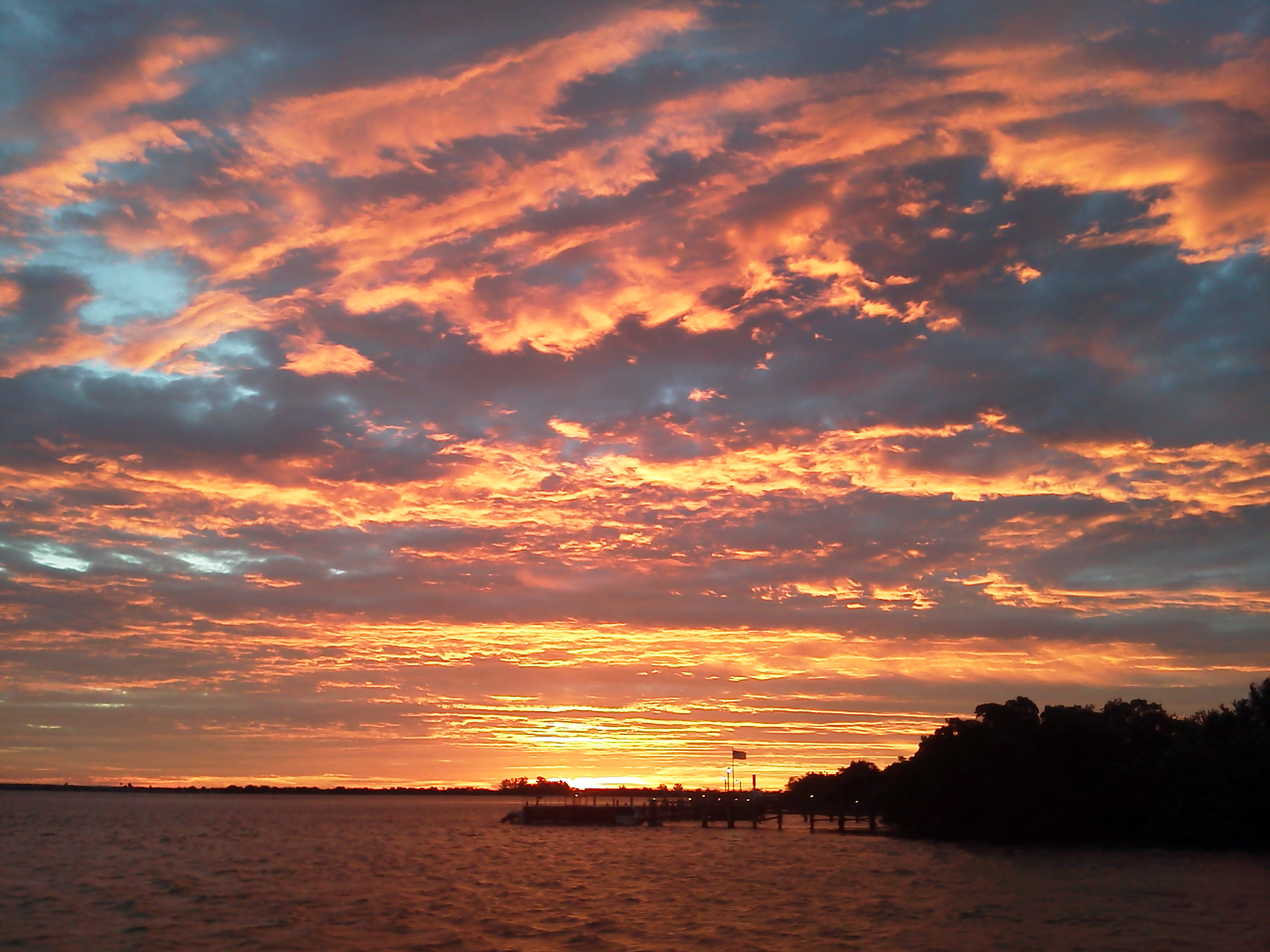
Aurora sulla baia, Placida, Florida
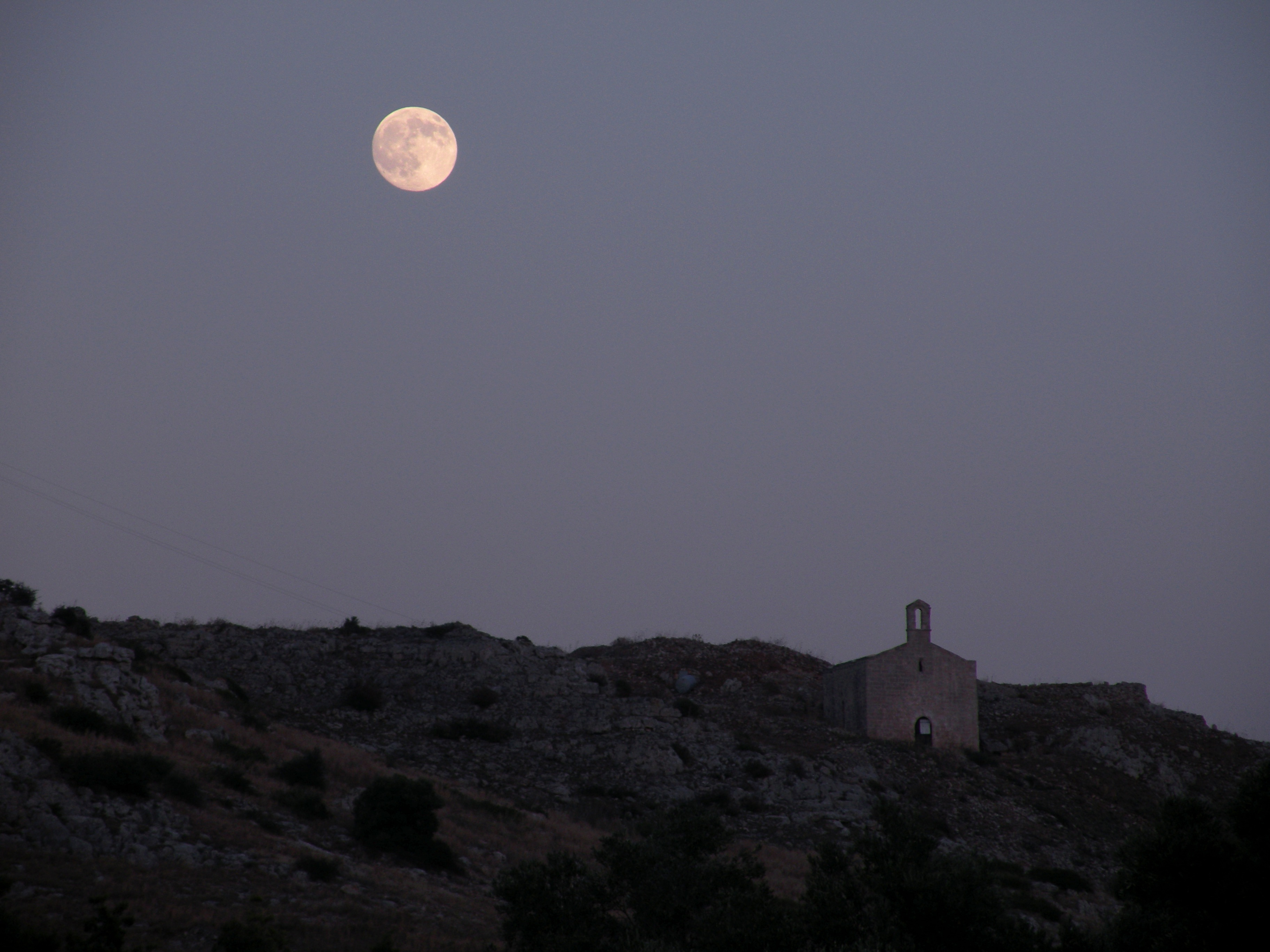
Crepuscolo nel Salento, Padula Bianca, Gallipoli